# Ctenostylidae
Famille
Ctenostylidae  est une famille de diptères.

## Genres et espèces
Selon Catalogue of Life (27 févr. 2013) :
- genre Ctenostylum
  - Ctenostylum rufum
- genre Lochmostylia
  - Lochmostylia borgmeieri
  - Lochmostylia lopesi
- genre Nepaliseta
  - Nepaliseta mirabilis
- genre Ramuliseta
  - Ramuliseta ashleyi
  - Ramuliseta madagascariensis
  - Ramuliseta palpifera
  - Ramuliseta thaica
- genre Tauroscypson
  - Tauroscypson andina
  - Tauroscypson guiana